# Malibu Country
Malibu Country è una serie televisiva statunitense creata da David A. Stewart e David Harris per la ABC, trasmessa dal 2 novembre 2012 al 22 marzo 2013.
In Italia la serie viene trasmessa in prima TV assoluta dal 14 febbraio 2025 su Canale 21 in versione sottotitolata.

## Trama
Dopo aver scoperto il tradimento da parte di suo marito, con conseguente divorzio, Reba MacKenzie e i suoi tre figli decidono di trasferirsi da Nashville a Malibù. In questo nuovo ambiente Reba tenterà di riavviare la sua carriera musicale, per mantenere la propria famiglia e iniziare un nuovo capitolo della sua vita.

## Personaggi e interpreti

### Personaggi principali
- Reba Gallagher, interpretata da Reba McEntire.
- Lillie Mae, interpretata da Lily Tomlin.
- Kim Sallinger, interpretata da Sara Rue.
- Cash Gallagher, interpretato da Justin Prentice.
- June Gallagher, interpretata da Juliette Angelo.
- Geoffrey, interpretato da Jai Rodriguez.

### Personaggi ricorrenti
- Bobby Gallagher, interpretato da Jeffrey Nordling.
- Sage, interpretato da Hudson Thames.

## Episodi
| Stagione       | Episodi | Prima TV USA | Prima TV Italia |
| -------------- | ------- | ------------ | --------------- |
| Unica stagione | 18      | 2012-2013    | 2025            |

## Produzione
Il 17 aprile 2012 ABC Studios produsse l'episodio pilota. L'11 maggio, durante gli upfront, ABC ordinò ufficialmente la serie. Composta originariamente da dieci episodi, il 12 novembre 2012 il network ordinò tre script aggiuntivi. Il 28 novembre ABC estese la prima stagione a diciotto episodi.
Il 10 maggio 2013, il network decise di cancellare ufficialmente la serie, non rinnovandola così per una seconda stagione.